# Aequatoria krajciki
Aequatoria krajciki är en skalbaggsart som beskrevs av Soula 2008. Aequatoria krajciki ingår i släktet Aequatoria och familjen Rutelidae. Inga underarter finns listade i Catalogue of Life.